# 역사물
역사극(歷史物)은 역사 혹은 역사의 인물을 소재로 한 작품을 의미한다. 비슷한 의미로 시대극이 있으나, 시대극은 특정 시대를 배경으로 한 픽션 작품도 의미한다. 문학에서 역사를 소재로 하여 소설화한 작품을 역사 소설(歷史小說)이라고 한다.